# 柳茹
柳茹（1964年4月—），女，汉族，中华人民共和国政治人物。现任北京市北海幼儿园党支部书记、园长。第十三、十四届全国政协委员。